# 舍本 (紐約州村)
舍本（英語：Sherburne）是位於美國紐約州希南戈縣的村。

## 人口
根據2020年美國人口普查的數據，舍本的面積為3.94平方千米，皆為陸地。當地共有人口1360人，而人口密度為每平方千米345人。